# Кур (Лот)
Кур (фр. Cours) насеље је и општина у јужној Француској у региону Миди Пирене, у департману Лот која припада префектури Каор.
По подацима из 2011. године у општини је живело 301 становника, а густина насељености је износила 17,65 становника/km². Општина се простире на површини од 17,05 km². Налази се на средњој надморској висини од 354 метара (максималној 364 m, а минималној 140 m).

## Демографија
| 1962. | 1968. | 1975. | 1982. | 1990. | 1999. | 2011. |
| ----- | ----- | ----- | ----- | ----- | ----- | ----- |
| 147   | 158   | 140   | 166   | 214   | 233   | 301   |

График промене броја становника у току последњих година